# 斯特靈 (伊利諾伊州)
斯特灵（英語：Sterling）是一個位於美國伊利諾伊州懷特塞德縣的城市。

## 地理
斯特灵的座標為41°47′48″N 89°41′36″W / 41.79667°N 89.69333°W，而該地的平均海拔高度為201米（即659英尺）。

## 人口
根據2010年美國人口普查的數據，斯特灵的面積為15.73平方千米，當中陸地面積為15.13平方千米，而水域面積為0.60平方千米。當地共有人口15370人，而人口密度為每平方千米977.11人。